# Oligonychus obliquus
Oligonychus obliquus är en spindeldjursart som beskrevs av Ehara och H. Masaki 200. Oligonychus obliquus ingår i släktet Oligonychus och familjen Tetranychidae. Inga underarter finns listade i Catalogue of Life.